# Underdog (série de televisão)
Underdog (no Brasil, O Show do Vira-Lata), é um desenho animado estadunidense.
No desenho, um cachorro que sempre fala com rimas, fazia uma paródia do Super-Homem.

## Principais heróis e personagens
- Vira-Lata: Um cachorro com poderes heróicos e que sempre usa rimas em suas frases.
- Polly Puro-Sangue: Uma cadela repórter da cidade que sempre chama pela ajuda de Vira-Lata para salvar a cidade.

## Principais inimigos
- Riff Raff: O chefe da máfia. Em grande parte dos episódios, aparece assaltando bancos.
- Dr. Simon Barsinistro: começa todas as suas frases com Simon diz.... Cria máquinas e quer dominar o mundo.

## Frases do Vira-Lata
- Todo o problema acabou, o Vira-Lata chegou!
- Quando a Polly está me chamando eu não fico divagando! e hip, hip, hip, lá vou eu!
- E no compartimento secreto do anel de prata, estão as pílulas de força do Vira-lata!
- Nada tema, com o vira-lata, não há problema!
- Todo mundo se engana, é o Vira-Lata, o bacana!

## Dubladores

### Estados Unidos
- Wally Cox - Vira-Lata
- Norma McMillan - Polly Puro-Sangue
- Allen Swift - Dr. Simon Barsinistro, Riff Raff, Vozes adicionais
- George S. Irving - Narrador